# Шелоумов, Афанасий Иванович
Афанасий Иванович Шелоумов (нем. Athanas Scheloumoff) — (1892, Каменец-Подольский — 1983, Штарнберг, Германия) — русский художник-баталист.

## Биография
Афанасий Шелоумов родился 17 (29) августа 1892 года в Каменец-Подольском. В 1900 году вместе с семьёй переехал в Балту Херсонской губернии.
В 1904—1908 годах брал частные уроки рисования.
С 1908 года учился в Одесском художественном училище, окончив которое продолжил обучение в Петербургской академии художеств у известного баталиста Николая Самокиша. Первая мировая война прервала учёбу.
В начале Первой мировой войны Шелоумов ушёл добровольцем на фронт. Стал корнетом 10-го уланского Одесского полка. В Гражданскую войну он примкнул к Белому движению, воевал в 1-м армейском корпусе генерала Кутепова, с которым и ушёл из Крыма в эмиграцию. Делал зарисовки эпизодов войны и военного быта. Затем, как и многих воинов 1920 года, его ждал лагерь в Галлиполи. В 1921 году переехал в Королевство сербов, хорватов и словенцев и жил в Велики-Бечкереке.
В 1941 году вступил в Русский охранный корпус, с частями которого попал в Германию. С 1945 года жил в Штарнберге, неподалёку от Мюнхена. Похоронен на кладбище «Вальдфридхов» в городе Штарнберге.

## Творчество
Во время жизни в Югославии получил известность как художник-баталист; исполнил картины: «Бородинская битва», «Битва под Лейпцигом», «Въезд Минина и Пожарского в Москву», «Молитва Шамиля перед битвой», «Последний резерв Добровольческой армии». Писал картины для Музея русской конницы, который содержался в Русском Доме имени российского императора Николая II в Белграде, сейчас этот музей находится в Лейквуде, (штат Нью-Джерси, США).
Шелоумов писал пейзажи русского степи с лошадьми и сцены охоты. Автор алтарных икон в храме св. Архангела Михаила в местечке Большие-Бечекерек. Принимал участие в выставках российско-сербских художников (июнь и сентябрь 1924 года), Большой выставки русского искусства (1930) в Белграде. С группой художников организовал передвижную выставку в Белград провинции Воеводина, которая имела большой успех.
Персональные выставки:
- 1962 — Мюнхен, к 150-летию Отечественной войны 1812 года;
- 1972 — Штарнберг и Мюнхен, к 80-летнему юбилею А. Шелоумова;
- 1978 — Мюнхен, к открытию Олимпиады;
- 1978 — Венесуэла, г. Маракай;
- 1979 — Штутгарт.

В 1966 году мюнхенское издательство «А. Нейманис» выпустило портфолио с репродукциями его батальных картин. В 1982 году, в свой 90-летний юбилей получил звание почётного гражданина Штарнберга и подарил городскому управлению картину «Русская тройка».
В 2006 году ряд работ художника поступило в фонды Центрального музея вооружённых сил в Москве от Американо-русского культурно-образовательного и благотворительного общества «Родина».